# Хотеть летать
«Хотеть летать» (итал.  Volere volare) — итальянский кинофильм режиссёра Маурицио Никетти.

## Сюжет
Это романтичная история о зарождающихся отношениях между двумя очень странными людьми. Мартина – «социальный работник». Её клиенты – люди с различными психическими отклонениями, получающие удовольствие необычными способами. 
Один сажает её на заднее сиденье машины и гоняет ночью по городу, заставляя Мартину кричать от страха. Повар из ресторана любит обливать её шоколадом и декорировать, как торт. Готичная парочка любит играть в похороны. Близнецы-архитекторы приходят к ней домой и молча наблюдают, как Мартина ходит по дому, моется в ванной и делает прическу.
У Мауриццо тоже необычная работа. Он озвучивает мультфильмы. Для этого он записывает на улице различные звуки, покупает погремушки и свистелки. Он и сам напоминает персонажа мультфильма – нескладный усатый очкарик 
чаплинского типа. При этом он работает в студии звукозаписи на пару с братом, который озвучивает фильмы для взрослых.
Маурицио и Мартина сталкиваются на улице, знакомятся, но на первом же свидании возникают сложности из-за особенностей их работы. Клиенты Мартины все время попадаются в самый неудобный момент. А Маурицио и вовсе начинает сюрреалистически превращаться в нарисованного мульт-персонажа. Но их взаимной симпатии даже это не может помешать.
В картине используется прием смешивания в одном кадре живой съемки и рисованной анимации. Техника, моду на которую задал несколькими годами ранее знаменитый фильм «Кто подставил кролика Роджера». 
Режиссёр Маурицио Никетти снялся в главной роли под собственным именем.

## В ролях
- Маурицио Никетти – Маурицио “Клаксон”
- Анджела Финоккьяро – Мартина
- Мариэлла Валентини – Лоредана
- Патрицио Роверси – Патрицио

## Награды
Премия «Давид ди Донателло» за лучший сценарий 1991 - Маурицио Никетти, Гуидо Манули